# Drs. P
Drs. P (Thun, 24 augustus 1919 – Amsterdam, 13 juni 2015), pseudoniem van Heinz Hermann Polzer, was een Nederlandstalig tekstschrijver met de Zwitserse nationaliteit. Zijn artiestennaam, bedacht door Willem Duys, verwijst naar de academische graad van doctorandus (afgekort: drs.) in de economie, die Polzer aan de Nederlandse Economische Hogeschool (nu Erasmus Universiteit Rotterdam) behaalde. Hij was ook dichter, schrijver, cabaretier, letterkundige, componist, pianist en zanger van zelfgeschreven liedjes.
Vanaf de jaren 1950 tot 1996 trad Drs. P met zijn liederen op in theaters, cafés, studentenverenigingen en bij evenementen in Nederland en België. Daarbij begeleidde hij zichzelf steevast op de piano.
Drs. P genoot in de jaren 70 en 80 vooral bekendheid met singles als Dodenrit, Veerpont ("Heen en weer"), Het trapportaal ("De commensaal"), Knolraap en lof, schorseneren en prei en De zusters Karamazov. In Nederland en België (Vlaanderen) was hij een graag geziene gast op radio en televisie.

## Levensloop

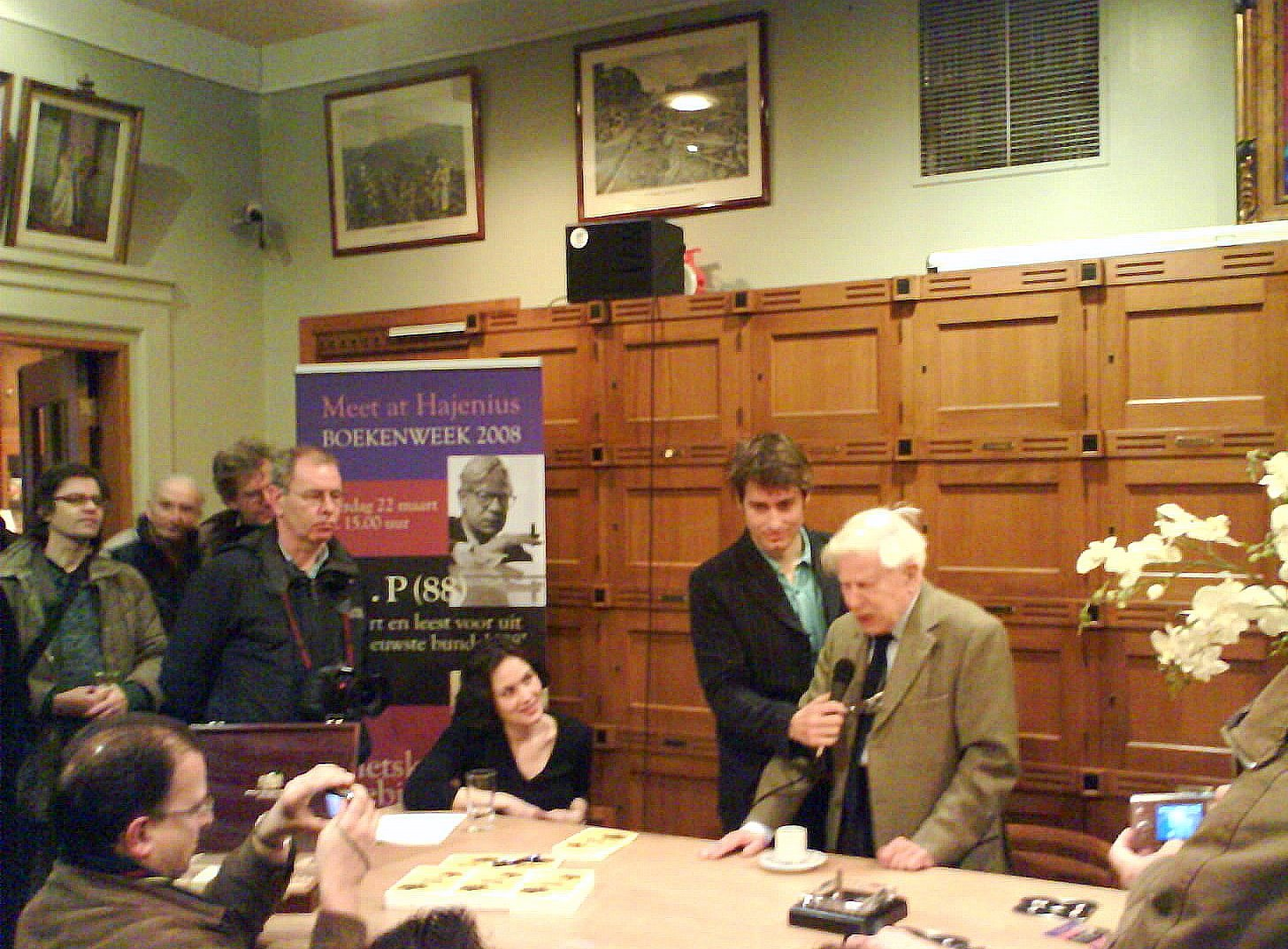
Drs. P tijdens de Boekenweek 2008

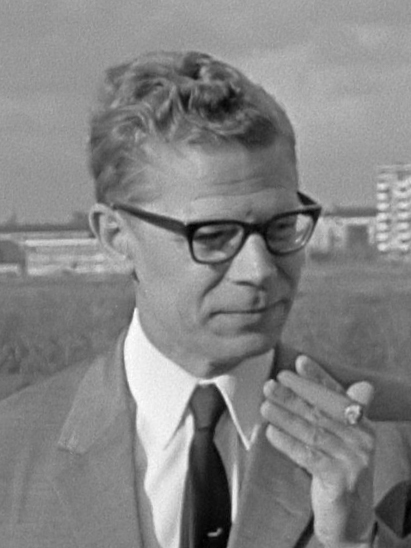
Drs. P in 1969

Polzer werd geboren in Zwitserland als zoon van een Nederlandse moeder en een Oostenrijkse vader. Zijn moeder Lili van Kol was de dochter van de schrijfster en feministe Nellie van Kol. In zijn derde levensjaar, na de echtscheiding van zijn ouders, verhuisde hij met zijn moeder naar Utrecht. Zijn vader begon in Duitsland een drankenzaak en werd daar in de jaren dertig aanhanger van het nationaalsocialisme. Nog voor de Tweede Wereldoorlog verwaterde het contact met zijn vader. Polzer beweerde niet veel onder de echtscheiding van zijn ouders te hebben geleden.
Hoewel hij vrijwel zijn hele leven in Nederland heeft gewoond en 'tot in de haarvaten' verweven is met de Nederlandse taal, heeft Polzer zijn Zwitserse nationaliteit aangehouden. Gevraagd naar de reden waarom hij nooit de Nederlandse nationaliteit heeft aangevraagd, antwoordde Polzer dat hij de Zwitserse nationaliteit "leuk" vond en hij geen noodzaak zag van nationaliteit te veranderen. De werkelijkheid was anders; tot tweemaal toe hielden de Zwitsers hem uit handen van de Duitsers, die hem wegens het beledigen van Hitler en Mussolini gevangen hadden gezet in het Oranjehotel. De tweede keer sleepten zij hem, bijna letterlijk, net op tijd weg voor het vuurpeloton. Dit betekende dat hij naar Zwitserland moest uitwijken en daar zijn dienstplicht moest vervullen. Hij werd ingedeeld bij de geneeskundige troepen. Uit dankbaarheid jegens de Zwitserse autoriteiten handhaafde Polzer zijn Zwitserse nationaliteit, wat niet wegneemt dat hij tot een vooraanstaande Nederlandstalige schrijver en componist uitgroeide.
Na de oorlog was Polzer barpianist (voor de Amerikaanse bevrijders in Parijs, periode december 1944 - juli 1945), vertaler en copywriter. Hij noemde deze periode zelf zijn kleine Gouden Eeuw.
Polzer werkte van 1954 - 1960 in Jakarta bij Lintas, het reclamebureau van Unilever, eerst als copywriter. Toen de Nederlanders van Soekarno het land moesten verlaten, kwam zijn Zwitserse nationaliteit hem een tweede keer goed uit. Hij kon blijven en werd gepromoveerd tot chef van het team van copywriters. In Jakarta ontmoette hij ook zijn latere vrouw, die secretaresse was. Zij trouwden op 24 augustus 1965 (zijn 46ste verjaardag). Zijn echtgenote heeft er steeds naar gestreefd onbekend te blijven. Het paar leidde na de beëindiging van de actieve loopbaan van Polzer een teruggetrokken leven zonder veel externe contacten.
Van 1964 tot 1996 trad hij op met eigen liedjes, zichzelf begeleidend op de piano. Overigens zou Polzer tot op zeer hoge leeftijd incidenteel blijven voorlezen uit eigen werk, waarbij hij veel uit het hoofd declameerde. Deze voordrachten vonden voornamelijk plaats ter gelegenheid van nieuwe publicaties.
In april 2012 verscheen Polzer bij de presentatie van de verzamelbox 'Drs. P Compilé Complé' in De Kleine Komedie op het podium. Op deze avond brachten tal van artiesten nummers van Polzer ten gehore. Onder hen bevonden zich Gerard Cox, Don Quishocking, Jeroen van Merwijk, Maarten van Roozendaal, Jan Rot, Fay Lovsky, Jan De Smet, Erik van Muiswinkel en Mieke Stemerdink. Polzer hield een uitgebreide toespraak en declameerde een speciaal voor de avond gemaakt ollekebolleke. Hij baarde opzien door zijn voordracht van het gedicht te beëindigen met een vreugdesprongetje en zaaide paniek door zijn evenwicht te verliezen en bijna in de zaal te belanden. Na zijn val krabbelde hij overeind en voltooide vervolgens onverstoorbaar zijn speech.
In mei 2012 vond een tweede presentatie van de verzamelbox plaats, ditmaal voor oud-leden van het Rotterdamsch Studenten Corps (waarvan Polzer lid was geweest) in de Industrieele Groote Club te Amsterdam. Op deze bijeenkomst werd Polzer geïnterviewd door zijn uitgever Vic van de Reijt. Bij hoge uitzondering zong Polzer hier enige fragmenten uit zijn liederen.

### Overlijden

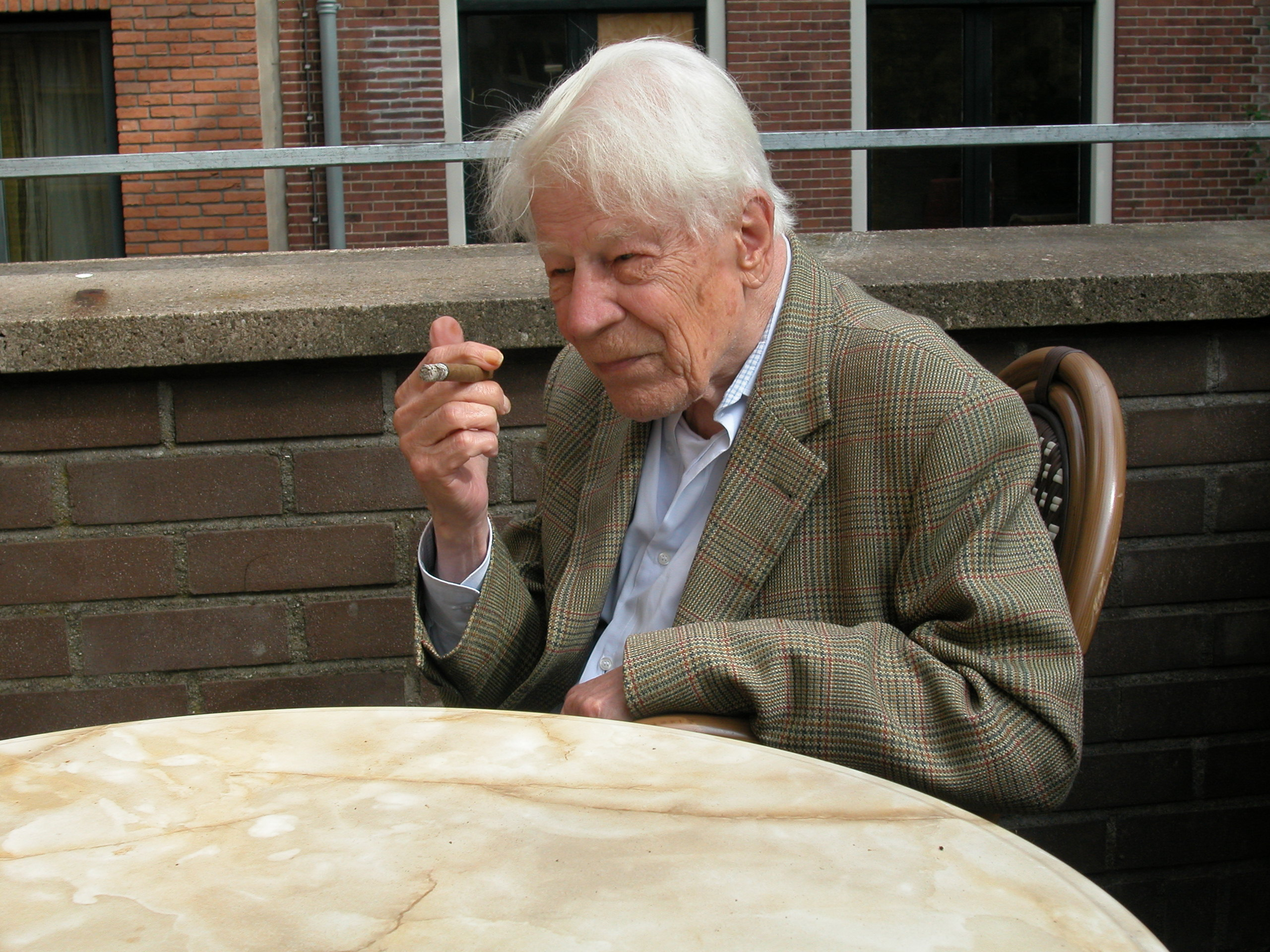
Polzer op gevorderde leeftijd

In december 2013 werd Polzer op aanraden van zijn huisarts in een Amsterdams zorgcentrum opgenomen. Op 14 juni 2015 liet zijn uitgever Vic van de Reijt weten dat Polzer op 13 juni in zijn woonplaats Amsterdam op 95-jarige leeftijd aan ouderdom was overleden. Op 16 juni verscheen in de Volkskrant en NRC Handelsblad een door Polzer zelf geschreven rouwadvertentie in de vorm van een ollekebolleke. Na een afscheidsbijeenkomst in het Bethaniënklooster werd hij gecremeerd in De Nieuwe Ooster. "Het was zijn vurige wens in rook op te gaan."
Op de uitvaart van Polzer noemde Ivo de Wijs zich zijn tovenaarsleerling.
Polzers weduwe overleed op 20 juli 2016 op 86-jarige leeftijd.

### Na zijn overlijden
In november 2016 verscheen een nieuwe dubbel-cd, Drs. P Retrouvé, met 31 liedjes die in 1972 en 1973 waren opgenomen voor het wekelijkse radioprogramma Poptater. Van de 31 nummers waren er 12 nooit eerder uitgebracht. Daarbij zijn nummers die tuimelen van taalvondsten en reageren op de tijdgeest van begin jaren zeventig, zoals Demonstreren, waarin banvloek op spandoek rijmt en Vissen, waarin ieder couplet vol rampspoed wordt afgesloten met het zinnetje Maar ach, als de vis maar bijt. Op de dubbel-cd staan verder Rariteiten, Eendagsvlieg en Volkstuintje en wordt herfst verbonden met driewerfst. Een eveneens onbekend, Engelstalig sinterklaasliedje en een spottend kerstliedje in diezelfde taal zijn op 25 november 2016 als single, A few thoughts on Sinterklaas, verschenen.

## Artiest

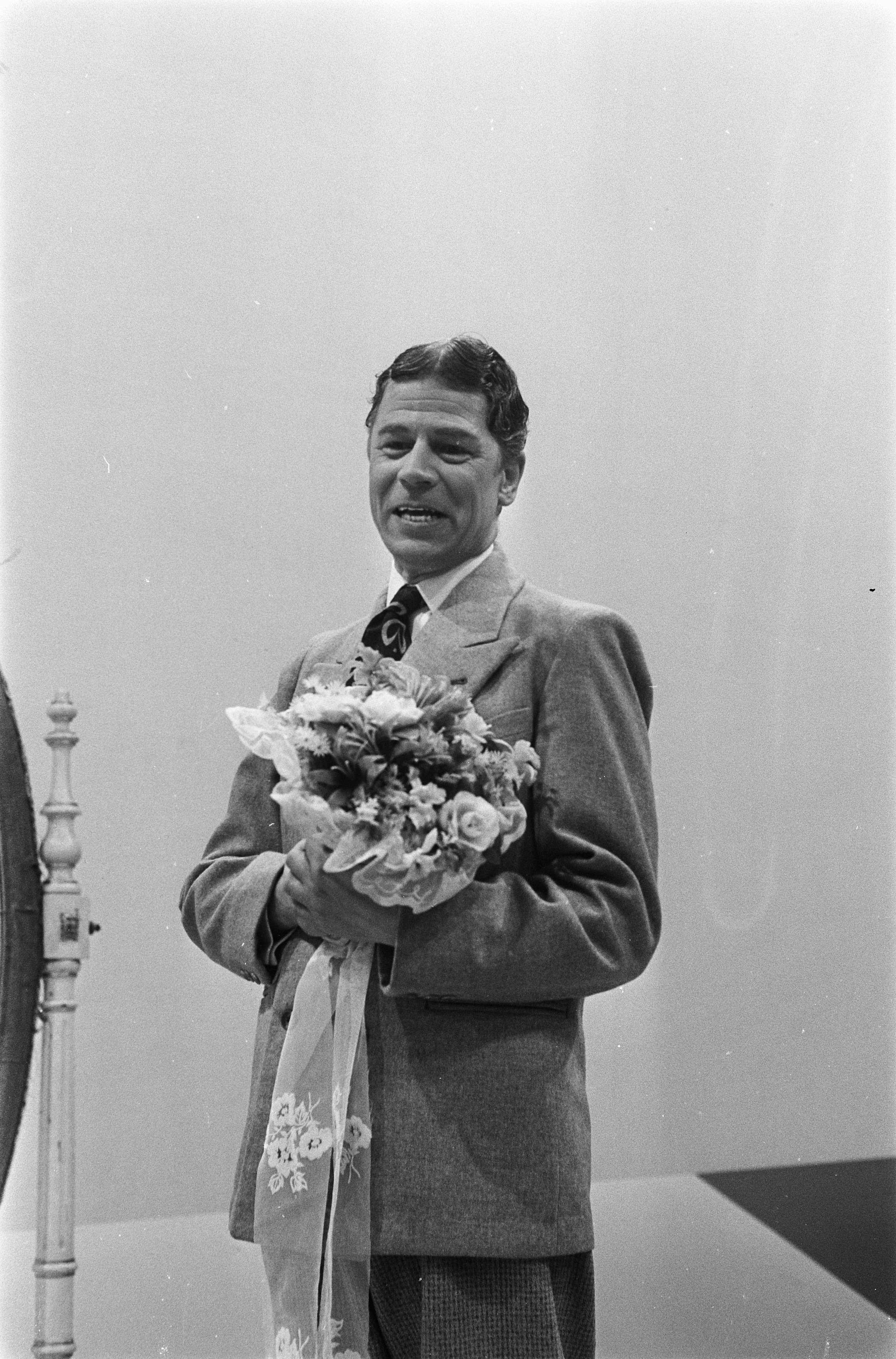
Drs. P in 1970

Polzers studentenjaren vielen in de bezettingstijd en zijn schrijfsels over de kwajongens Ben en Dolf (die op hun broek kregen van hun oom Sam) brachten hem in de gevangenis. De studentenvereniging waar Polzer destijds lid van was, het Rotterdamsch Studenten Corps, moest hierdoor sluiten.
Drs. P is bij menigeen bekend van Dodenrit, dat verhaalt van de fatale tocht, in een trojka, van een gezin naar Omsk, waarbij de gezinsleden, achtervolgd door hongerige wolven, een voor een worden opgeofferd om tijd te rekken. Maar helaas; Omsk is een mooie stad, maar net iets te ver weg.
Heinz Polzer gebruikte de volgende pseudoniemen:
- Drs. P
- Drandrus P.
- Drs. S
- Geo Staad (G.Staad, naar zijn woonplaats in Zwitserland)
- Coos Neetebeem (verbastering van Cees Nooteboom)
- Kirsten Wiedeman
- Wilson Hode (naar het Duitse woord voor teelbal)
- Lars Brahe (naar de sterrenkundige Tycho Brahe)
- M. de Gans (naar de sprookjes van Moeder de Gans)
- Henry van Kol (naar zijn grootvader Henri van Kol)
- Cyriel P. Licentiaat
- Henry Smith
- Ludwig Otto Stadtherr
- Karin Bloemengracht (naar Karin Bloemen)
- Alois Mückenspucker
- Een kindervriend

## Muziek en lyriek
Hij staat bekend om zijn stem die niet onzuiver is, maar weinig geschoold klinkt. Net zo kenmerkend zijn de doordachte en poëtische teksten met vele grappige vondsten. Zijn optredens waren karakteristiek door een wat statige en tegelijkertijd studentikoze stijl. Hij trad tot 1996 op in het land, bij voorkeur voor studentenverenigingen, culturele jongerenclubs en literaire en andere cafés. Tijdens een optreden te Strombeek-Bever zette hij impulsief en onverwacht een punt achter zijn loopbaan als uitvoerend artiest, naar eigen zeggen omdat hij een echte aanleiding daartoe niet wou afwachten.
Ook verscheen een groot aantal grammofoonplaten; singles en lp's (zie externe links voor zijn discografie). Een van zijn eerste lp's was "Drs. LP" (CNR 1965), met een tiental door hemzelf gezongen liedjes in een bijzonder arrangement (Ruud Bos), waaronder "De zusters Karamazov", "Café-Chantant", "Goud... goud!", "Harde Smart" en "Het trapportaal".
Drs. P publiceerde talrijke dichtbundels en boeken over het 'dichten', over reclame en over reizen. Hij introduceerde de versvorm ollekebolleke in Nederland, een licht aangepaste variant van de Amerikaanse higgledy piggledy of double dactyl (dubbele dactylus, ontworpen door de Amerikaanse hoogleraren Anthony Evan Hecht en Paul Pascal).
Begin jaren tachtig schreef Drs. P teksten voor het KRO-radioprogramma "Kruis of Munt" dat ging over land- en tuinbouw. Hieraan zijn onder meer de liederen Knolraap (en lof, schorseneren en prei), Bieten en Banaan te danken. Voor het NOS "taalprogramma "Wat een taal" schreef en zong hij liedjes over de leestekens, o.a. De Dubbele Punt en Het Uitroepteken.
In 1999 verscheen een verzamelbundel met liedteksten, samengesteld door Ivo de Wijs met de naam Tante Constance en tante Mathilde, een verwijzing naar het nummer De zusters Karamazov. In 2004, bij gelegenheid van Polzers 85ste verjaardag, stelde Cees van der Pluijm een representatieve bloemlezing van Drs. P's verzamelde gedichten samen: Toenemend Feestgedruis.
In 2008 verscheen het eerste luisterboek van Drs. P, waarop hij zelf drie eigen verhalen voorleest: Sven de Bevrijder, Ik word vermoord en Tiens, tiens, afgewisseld met een aantal ollekebollekes. Daarnaast bevat het luisterboek een bonus-dvd met een van de laatste live-optredens van Drs. P (Werftheater in Utrecht, 1995). Eind februari 2009 verscheen een keuze uit Toenemend feestgedruis aangevuld met twintig nieuwe ollekebollekes en nieuwe toelichtingen onder de titel Heilzame jeugdlectuur. In dezelfde maand verscheen een nieuw magnum opus van Drs. P: Zeslettergrepigheid. De beste ollekebollekes van Drs. P. In dit derde deel van het levenswerk van Drs. P (Tante Constance en Tante Mathilde / Toenemend feestgedruis / Zeslettergrepigheid) staan meer dan 500 ollekebollekes, 32 ansichtkaarten en een uitgebreide literair-historische verhandeling over het ollekebolleke.
In het VPRO-kinderprogramma Villa Achterwerk is in het onderdeel Drs. P op teevee een aantal liederen van Drs. P voorzien van nieuwe filmpjes met Wil van der Meer in de rol van Drs. P.
Naar aanleiding van de negentigste verjaardag van Polzer, werd op 16 augustus 2009 in het Vondelpark te Amsterdam een hommageconcert gehouden. Jan De Smet bracht een selectie van de beste nummers uit het P-repertoire. Eerst eerde men Drs. P in een boekhandel te Mechelen via een klein optreden door Jan de Smet en een kleine tentoonstelling rond de schrijver.
Polzer vormt een inspiratiebron voor Nederlandse muzikanten, onder wie Extince, Pepijn Lanen en Lucky Fonz III.

### Proza (verhalend)

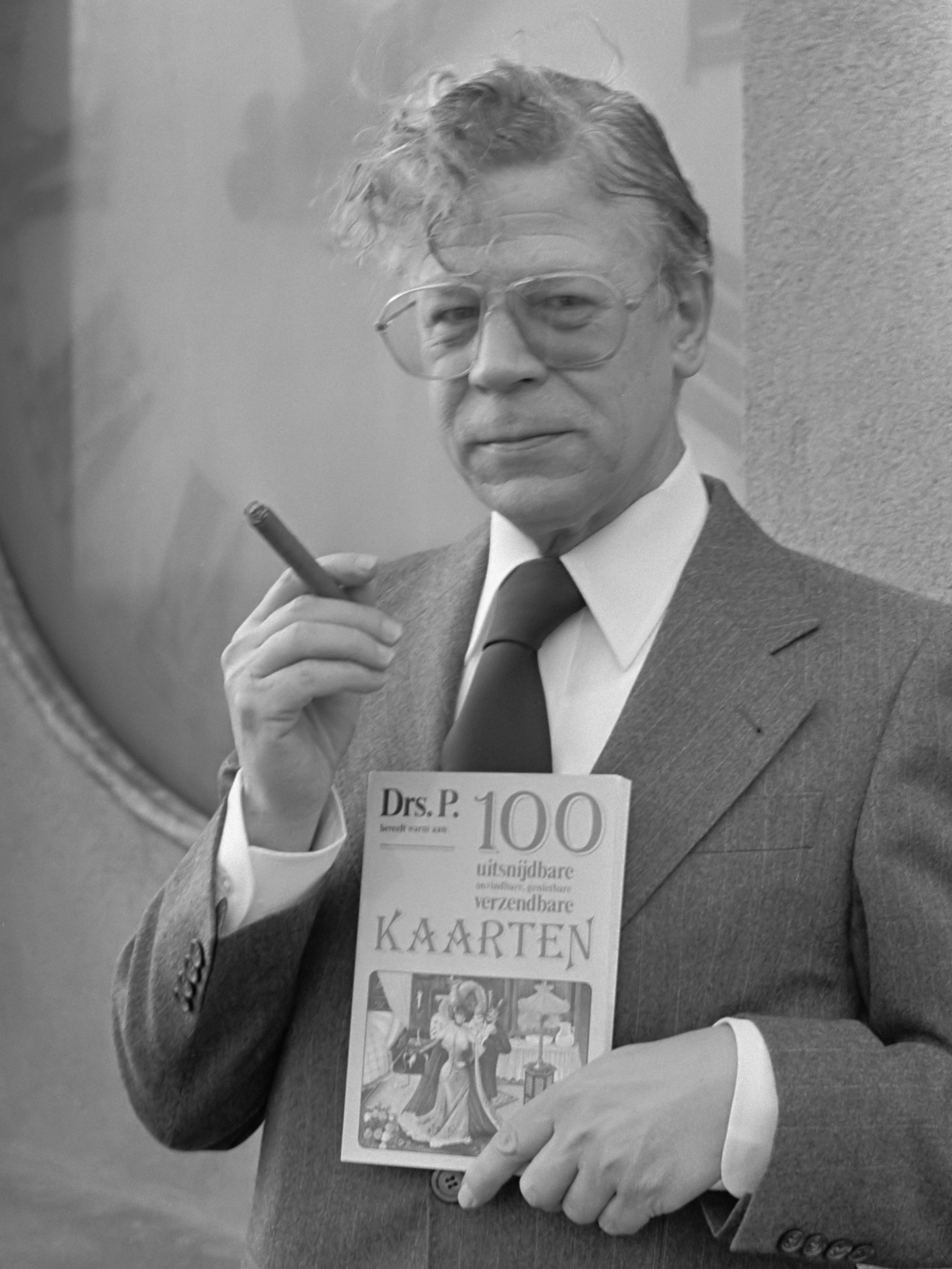
Drs. P met zijn boekje Honderd uitsnijdbare, onvindbare, genietbare, verzendbare kaarten in 1977

## Nalatenschap

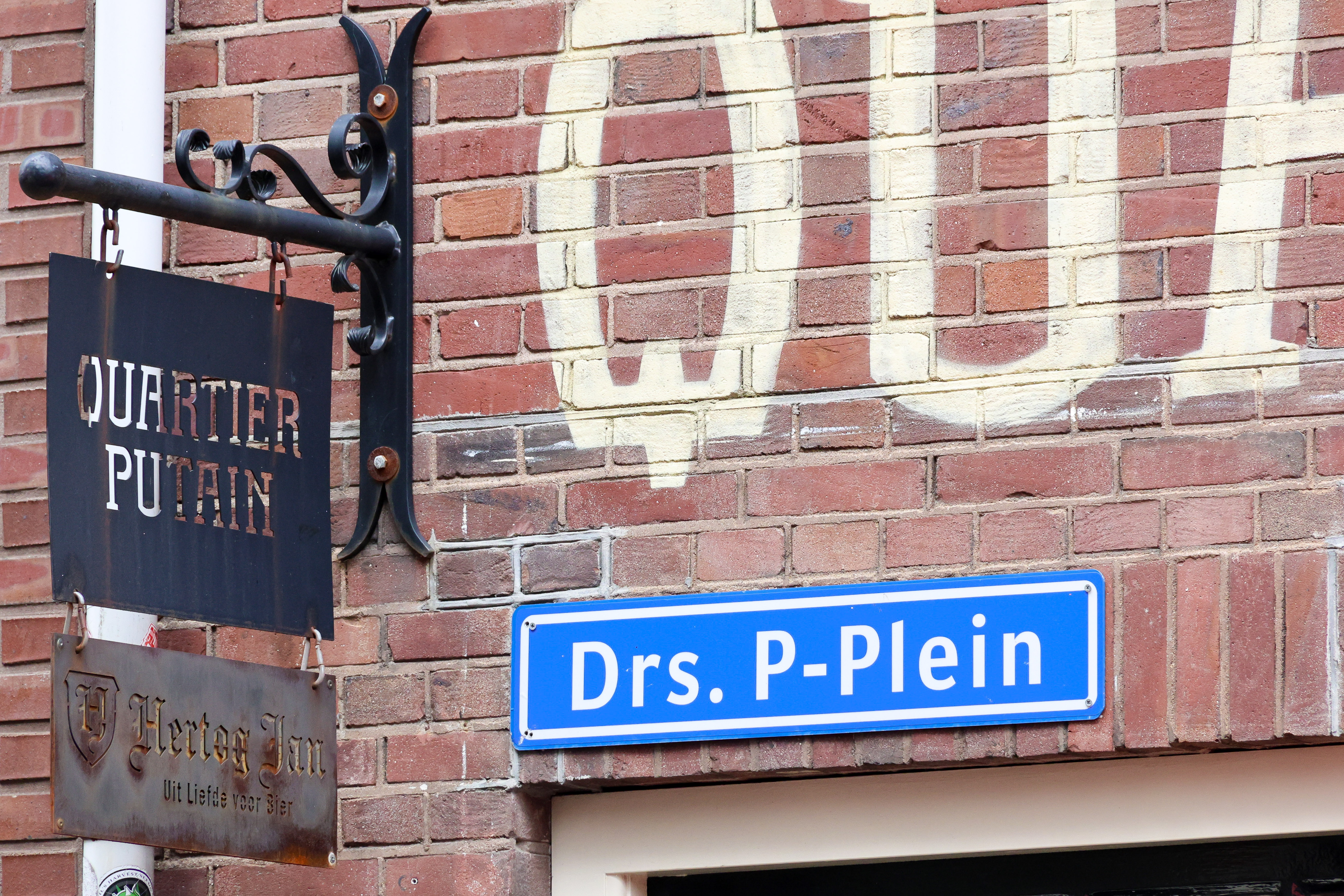
Drs. P-plein in Amsterdam aan het Oudekerksplein 4, Quartier Putain

## Televisieoptredens
Drs. P debuteerde op 44-jarige leeftijd in 1964 op de televisie in het AVRO-programma Voor de vuist weg van Willem Duys, als verzamelaar van curieuze ansichtkaarten en als vertolker van het lied Het trapportaal dat al in 1957 door hem werd geschreven.
Zes jaar later verscheen hij weer op televisie, in het KRO-magazine Verslag op Dinsdag. Er werd een opname vertoond van Het Levenslied, waarin Drs. P buiten, voor de poort van de voormalige Veemarkt te Amsterdam, optrad tezamen met de Zingende Tramconductrice en de Zingende Straatveger. De maker van het filmpje, Theo Uittenbogaard, vergezelde met cameraman Jan de Bont Drs. P in de trein, vijf jaar later, voor het VPRO-programma 'Het Gat van Nederland' naar Brussel, waar de doctorandus een praline kocht in de Koninginnegalerij en een fameus danslokaal bezocht in de Katelijnestraat. Deze bijdrage was kortheidshalve getiteld: 'P. te B.' Ten slotte informeerde Uittenbogaard bij Drs. P voor de RVU-serie Mooie Woorden in 1995 naar de tegenstelling tussen smartlap en levenslied in de aflevering getiteld: 'Kromme tenen. Echte tranen'.
Overigens trad Drs. P talloze malen op in televisieprogramma's, meestal als zanger en begeleider van zijn eigen teksten. Toen zijn "Dodenrit" in 1974 in de Nationale Hitparade verscheen, kon hij niet ontkomen aan een optreden in Toppop. Gedenkwaardig was hierbij zijn flagrante onvermogen om te playbacken alsmede de bontmuts waarmee de kostuumafdeling van de AVRO hem tooide en die een oesjanka moest voorstellen.
In 2006 werd onder de titel Niet van talent gespeend een documentaire over Drs. P gemaakt. Deze werd uitgezonden bij AVRO's Close Up en later ook vertoond in enkele filmtheaters en op dvd uitgebracht. In september 2011 kwam Drs. P opnieuw op de televisie toen hij van Frank Evenblij de prijs voor de meest taalvernieuwende cabaretier ontving.

## Typering van Drs. P’s werk
Drs. P hield zich verre van gevoelsuitstortingen. Het liefst had hij onderwerpen waar hij emotioneel geen band mee had. Hij schreef teksten over de meest uiteenlopende onderwerpen. Zo is een aantal bekende teksten gewijd aan verschillende groente- en fruitsoorten. Hoewel de onderwerpen vaak ludiek gevonden zijn, kenmerkt de schrijfstijl van Drs. P zich door zijn formele, soms licht archaïsche woordgebruik. Hierdoor ontstaat er vaak een contrast tussen het relatief 'simpele' onderwerp en de 'gezochte' taal. Twee andere veelvoorkomende uitersten zijn 'de dood' en 'humor' (bijvoorbeeld in Dodenrit of De zusters Karamazov).
Bijna alle teksten die Drs. P schreef, zijn in een metrum geschreven. Voor zijn liedteksten wisselde hij af en toe verschillende metra af. Hij was in het gebruik van metrum en woorden tamelijk conservatief; hij vond dat men ‘taal de aandacht moet geven waar ze recht op heeft’.

## Discografie[20]

### Albums
| Jaar | Titel                                                                          | Medium            | Uitgegeven bij              | Uitgiftenummer                        |
| ---- | ------------------------------------------------------------------------------ | ----------------- | --------------------------- | ------------------------------------- |
| 1956 | Aan één kant bespeelbare 'lakplaat'                                            | 10" lp            | "EIGEN BEHEER"              |                                       |
| 1957 | Dutch songs                                                                    | 10" lp            | "EIGEN BEHEER"              |                                       |
| 1965 | Drs. LP                                                                        | 12" lp            | CNR                         | KLP 4212                              |
| 1968 | Drs. P                                                                         | 12" lp            | CNR                         | 385 217                               |
| 1973 | Zingt allen mee met Drs. P                                                     | 12" lp            | POLYDOR                     | 2925 020                              |
| 1974 | Over land en zee met Drs. P                                                    | 12" lp            | POLYDOR                     | 2925 023                              |
| 1975 | Een flitsende soirée met Drs. P                                                | 12" lp            | POLYDOR                     | 2925 036                              |
| 1977 | Het geheim van het bestaan + De wilde orchidee (Live)                          | 2 12" lp's + boek | HET P-COMITÉ                | VR 08 20608/09                        |
| 1978 | Romantiek voor twee (met het Resistentieorkest)                                | 12" lp            | POLYDOR                     | 2925 066                              |
| 1978 | Per pont & slee met Drs. P                                                     | 12" lp            | POLYDOR                     | 2491 555                              |
| 1983 | Toppers van toen                                                               | 12" lp            | CNR                         | 340 005                               |
| 1987 | Hoep hoep hiezee voor Drs. P                                                   | 12" lp            | PHILIPS                     | 832 944 1                             |
| 1987 | Hoep hoep hiezee voor Drs. P (+1)                                              | cd                | PHILIPS                     | 832 944 2                             |
| 1990 | Het praatcafé van Drs. P                                                       | cd                | VIA                         | 995 001 2                             |
| 1991 | Drs. P compilé sur cd                                                          | 2 cd's            | POLYDOR                     | 847 920 2                             |
| 1992 | Drs. P en petit comité (met Amsterdams Philharmonisch Trio)                    | cd                | ERASMUS                     | WVH 045                               |
| 1999 | Veerpont                                                                       | cd                | ROTATION                    | 547 903 2                             |
| 1999 | Tante Constance en Tante Mathilde: Drs. P zingt Drs. P + Anderen zingen Drs. P | 2 cd's            | NIKKELEN NELIS              | NNP 500 051 2                         |
| 2001 | Drs. P                                                                         | cd                | CNR MUSIC                   | 22 203622                             |
| 2008 | Drs. P leest 3 eigen verhalen                                                  | cd + dvd          | SPRAAK-MAKEND               | CVP L0019                             |
| 2012 | Compilé complé                                                                 | 8 cd's + boek     | TOPNOTCH NIJGH & VAN DITMAR | 279 372 4/279 373 1 978 90 388 9463 8 |
| 2016 | Drs. P retrouvé                                                                | 2 cd's            | TOPNOTCH                    | TN1619CD                              |

### Singles en ep's
| Jaar | Titel | Medium    | Uitgegeven bij              | Uitgiftenummer | Opmerkingen                     |
| ---- | --- | --------- | --------------------------- | -------------- | ------------------------------- |
| 1958 | Heinz Polzer Zingt uit het zangboekje voor bijzienden (door een kindervriend): Dijklied ~ De grenadiertjes ~ De twee tantes / Café chantant ~ Lachen is gezond! ~ De commensaal ~ De meisjes van de suikerwerkfabriek | 7" ep     | Rotterdamsch studentencorps | DE 99 725      |                                 |
| 1963 | Ripspiqué: De commensaal (Trapportaal) ~ Ripspiqué ~ De grenadiertjes / De zusters Karamazov (Het ongeval) ~ Café chantant ~ De baardmijt                                                                             | 7" ep     | MMP                         | 2002           |                                 |
| 1965 | Het hart eener deerne en andere liederen van den gevierden tenorzanger Drandus P.: Goud ... goud! ~ Het hart eener deerne / De zusters Karamazov ~ Ripspiqué                                                          | 7" ep     | CNR                         | HX 1334        |                                 |
| 1966 | Het trapportaal: De commensaal ~ De grenadiertjes / Quartier Putain ~ Café chantant | 7" ep     | CNR                         | HX 1338        |                                 |
| 1967 | Het hart eener deerne / Harde smart | 7" single | CNR                         | UH 9939        |                                 |
| 1968 | Het speelgoedmannetje / De badkuip van de burgemeester | 7" single | PHILIPS                     | JF 333 982     |                                 |
| 1968 | Onze nicht in Den Haag (Cantate in A gr. t.) / In het huis der schande | 7" single | PHILIPS                     | JF 334 633     |                                 |
| 1973 | Veerpont / Los Pompadoros | 7" single | POLYDOR                     | 2050 274       | top 40-notering, 1973           |
| 1974 | Dodenrit / Dixieland | 7" single | POLYDOR                     | 2050 327       | top 40-notering, 1974           |
| 1975 | O, wat leuk / Helderziende | 7" single | POLYDOR                     | 2050 342       |                                 |
| 1976 | Grand prix / De liefde | 7" single | POLYDOR                     | 2050 420       |                                 |
| 1976 | Hart / Oor | 7" single | KRO                         | DRS P 001      |                                 |
| 1978 | Orgaan / Harten | 7" single | POLYDOR                     | 2050 583       |                                 |
| 1981 | Goederenlied (Drs. P) / Geluk is niet transportabel (Jules de Corte) | 7" single | FURNESS                     | VR 10611       |                                 |
| 1981 | Keep on going (Drs. P) / Transportation's limitations (Jules de Corte) | 7" single | FURNESS                     | VR 10612       |                                 |
| 1983 | Een miljoen / Blues voor Sobrijn | 7" single | POLYDOR                     | 811 541 7      | met Casey and the Pressuregroup |
| 1984 | Op rijm (Drs. P) / Op zoek (Drs. P en Ivo de Wijs) | 7" single | BZZTÔH                      | BS 198440 A    |                                 |
| 1987 | Knolraap en lof, schorseneren en prei / Olijf ~ Het land is moe | 7" single | PHILIPS                     | 888 914 7      |                                 |
| 1990 | Folklore / Sport en spel | 7" single | VIA                         | 995 001 7      |                                 |
| 2016 | A few thoughts on Sinterklaas / A Dutch Christmas | 7" single | TOPNOTCH                    | 572 311 5      |                                 |

### Andere liederen
- Sneker café
- Een fijne dag

### Dvd's
| Jaar | Titel                      | Uitgegeven bij | Uitgiftenummer | Opmerkingen |
| ---- | -------------------------- | -------------- | -------------- | --- |
| 2006 | Niet van talent gespeend   | ALPHA CENTAURI | ACE 10515      | dubbel-dvd met optredens van Drs. P en vele anderen die zijn werk uitvoeren (van 1964 tot 1993), een interview met Karel van de Graaf (1992), hoogtepunten uit een live-optreden in het Werftheater te Utrecht (1995) en de documentaire Niet van talent gespeend door Frank van Osch (2006) |
| 2007 | Zingt allen mee met Drs. P | ALPHA CENTAURI | ACE 10524      | 18 Onvergetelijke Liedjes, extra's met onder andere interview door Karel de Graaf, Veerpont (Heen en weer) en De zusters Karamazov' |

### NPO Radio 2 Top 2000
| Nummers met noteringen in de NPO Radio 2 Top 2000 | '99  | '00 | '01  | '02  | '03 | '04  | '05 | '06  | '07  | '08  | '09 | '10 | '11 | '12 | '13 | '14  | '15 | '16  | '17  | '18  | '19  | '20  | '21  | '22  | '23  | '24  |
| ------------------------------------------------- | ---- | --- | ---- | ---- | --- | ---- | --- | ---- | ---- | ---- | --- | --- | --- | --- | --- | ---- | --- | ---- | ---- | ---- | ---- | ---- | ---- | ---- | ---- | ---- |
| Dodenrit                                          | 462  | 282 | 415  | 365  | 645 | 446  | 573 | 520  | 510  | 503  | 783 | 877 | 905 | 999 | 948 | 1160 | 889 | 1081 | 1117 | 1184 | 1293 | 1079 | 1387 | 1373 | 1429 | 1457 |
| Veerpont                                          | 1183 | -   | 1392 | 1570 | -   | 1599 | -   | 1689 | 1670 | 1849 | -   | -   | -   | -   | -   | -    | -   | -    | -    | -    | -    | -    | -    | -    | -    | -    |

1. ↑  Een '-' betekent dat het nummer niet was genoteerd en een vetgedrukt getal geeft de hoogste notering van een nummer aan.